# R U Crazy
R U Crazy è un brano musicale del cantante britannico Conor Maynard, scritta dallo stesso Maynard insieme a Eagle Eye, Ray Djan e dal rapper Labrinth, che ne ha anche curato la produzione e eseguito successivamente un remix del brano per l'emittente radio BBC Radio 1.
Il brano è stato pubblicato come singolo il 4 ottobre 2013 dall'etichetta discografica Parlophone.
Di tale canzone sono stati eseguiti una versione acustica e vari remix cui i più famosi sono quelli di Raf Riley, Dj Joachim, Jason Julian e di Horror Stories.

## Tracce
Digitale
1. R U Crazy - 4:13

Digital Download - EP
1. R U Crazy - 4:13
2. R U Crazy (Raf Riley remix) - 3:47
3. R U Crazy (DJ Joachim remix) - 4:30

1. R U Crazy (Horror Stories remix) - 3:07
2. R U Crazy (Jason Julian remix) - 3:59

## Classifiche
| Paese       | Posizione massima |
| ----------- | ----------------- |
| Regno Unito | 4                 |
| Scozia      | 5                 |
| Irlanda     | 18                |